# Harrellsville (Caroline du Nord)
Harrellsville est une ville américaine située dans le comté de Hertford dans l'État de Caroline du Nord. En 2010, sa population était de 106 habitants.

## Démographie
| 1890 | 1900 | 1910 | 1920 | 1930 | 1940 |
| ---- | ---- | ---- | ---- | ---- | ---- |
| 110  | 109  | 140  | 131  | 159  | 154  |

| 1950 | 1960 | 1970 | 1980 | 1990 | 2000 |
| ---- | ---- | ---- | ---- | ---- | ---- |
| 167  | 171  | 165  | 151  | 106  | 102  |

| 2010 | - | - | - | - | - |
| ---- | - | - | - | - | - |
| 106  | - | - | - | - | - |

## Traduction
- (en) Cet article est partiellement ou en totalité issu de l’article de Wikipédia en anglais intitulé « Harrellsville, North Carolina » (voir la liste des auteurs).